# Luis María Cabello Lapiedra
Luis María Cabello y Lapiedra (Madrid, 1863-El Escorial, 1936) fue un arquitecto y crítico español.

## Biografía
Nacido en Madrid en 1863, hijo del arquitecto Luis Cabello y Asó y de Canuta Lapiedra (hija de Francisco Javier Lapiedra, juez municipal e interino de primera instancia del distrito de Palacio), fue hermano del escritor Xavier Cabello Lapiedra. De ideología conservadora y cercano tanto a Enrique María Repullés como a Luis Martínez-Feduchi —sobrino suyo—, rechazó la introducción del modernismo y fue representante de una corriente regeneracionista-nacionalista en la arquitectura española. Corrieron a su cargo los proyectos del edificio de la Real Academia Nacional de Medicina en la calle de Arrieta, de la iglesia de la Fundación Caldeiro en la avenida de los Toreros y de la iglesia del Cristo de la Salud en la calle de Ayala, así como fue uno de los arquitectos responsables de la erección del palacio del Marqués de Cerralbo, junto a Alejandro Sureda y Luis Cabello y Asó —su padre—. Colaboró en publicaciones periódicas como La Construcción Moderna.
Durante la dictadura de Primo de Rivera ejerció como gobernador civil de las provincias de Córdoba (hacia 1925) y Guadalajara (hacia 1927); más adelante, ya en la Segunda República, sería secretario general de Renovación Española. Casado con Dolores Martínez de Cabello Lapiedra —fallecida en febrero de 1936—, fue ejecutado el 15 de agosto de 1936 en El Escorial, en el transcurso de la guerra civil.

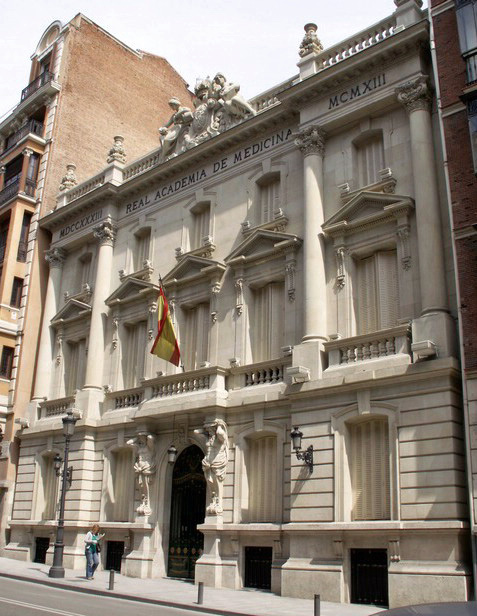
Edificio de la Real Academia Nacional de Medicina, en la calle de Arrieta.
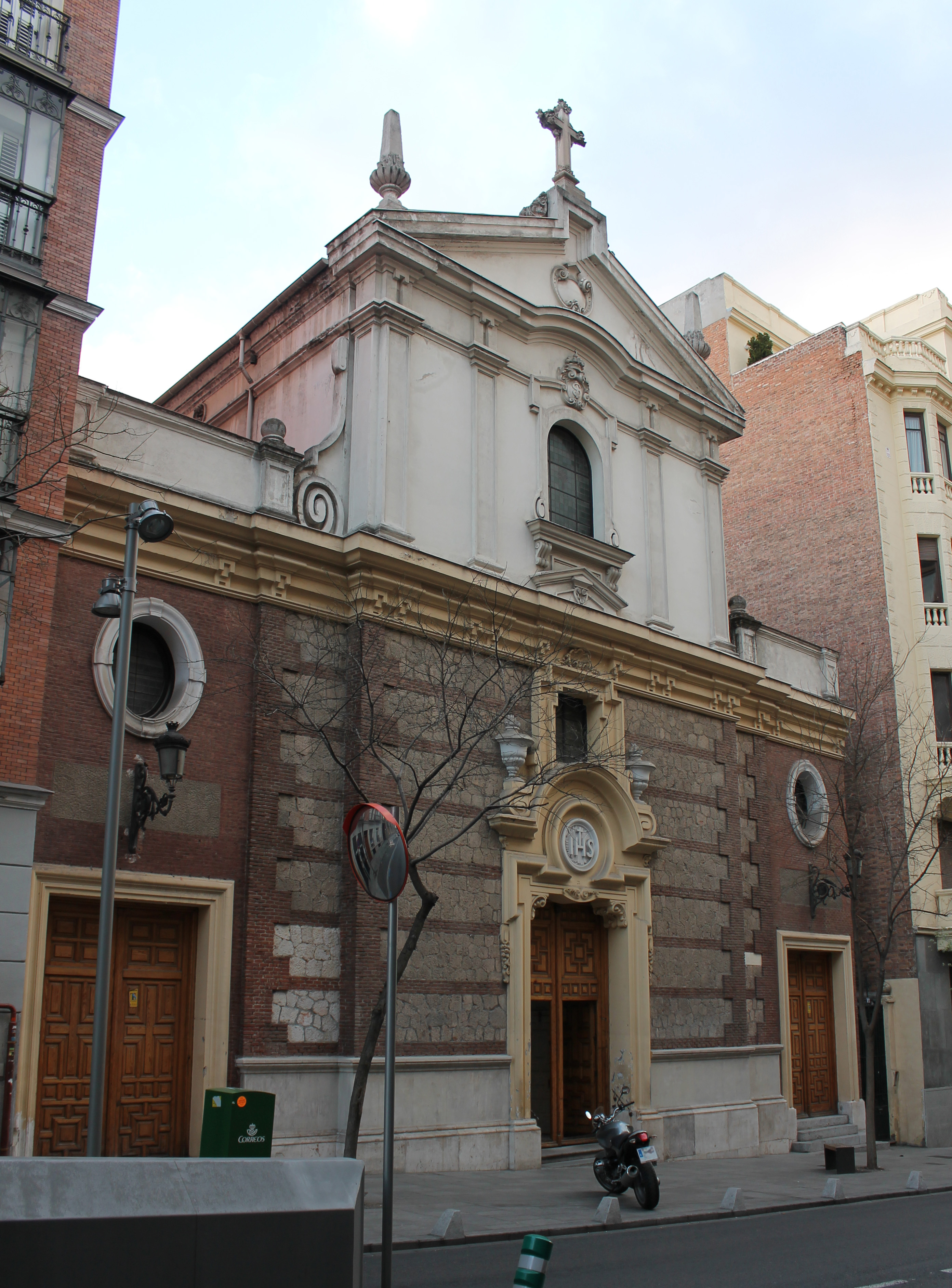
Iglesia del Santo Cristo de la Salud, en la calle de Ayala.
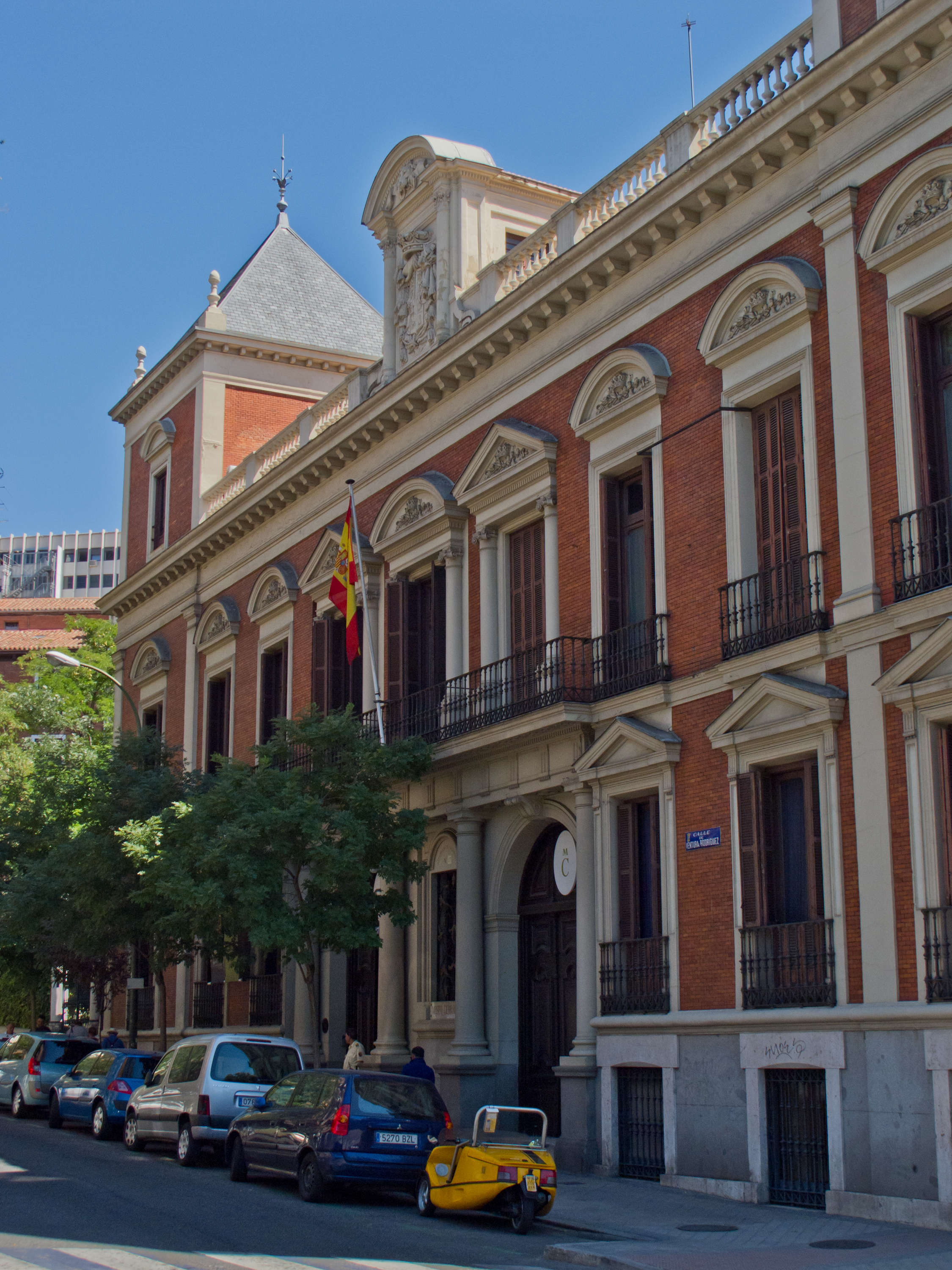
Fachada del palacio del Marqués de Cerralbo (actual Museo Cerralbo).[nota 1]

## Publicaciones
- Ciudad Rodrigo: cuarenta y ocho ilustraciones (1900).[16]
- La Capilla del Oidor de la Parroquia de Santa María La Mayor de Alcalá de Henares (1905).[17]
- Proyectos de casas económicas para obreros y clases modestas (1906), junto a José Espelius.[18]
- La casa española, consideraciones acerca de una arquitectura nacional (1917), prologado por Enrique de Leguina y Vidal.[19]
- Cisneros y la cultura española (1919).[20]
- La batalla de San Quintín y su influencia en las artes españolas (1927).[21]